# معركة بيزاني
معركة بيزاني (باليونانية: Μάχη του Μπιζανίου)‏ ، (بالتركية: Bizani Muharebesi)‏ وقعت في إقليم ابيروس خلال الفترة من 4 الي 6 مارس عام 1913 وذلك بين مملكة اليونان والدولة العثمانية خلال المراحل الأخيرة من حرب البلقان الأولى، ودارت المعركة حول حصون بيزاني، والتي تسيطر علي الطريق نحو يوانينا، أكبر مدينة في المنطقة.
عند اندلاع الحرب، لم يكن لدى الجيش اليوناني على جبهة إبيروس القوات اللازمة لشن هجوم ضد المواقع الدفاعية العثمانية في بيزاني، ولكن مع انتهاء الحملة في مقدونيا، تم نقل العديد من القوات اليونانية إلى إبيروس، حيث تولى ولي العهد قسطنطين القيادة، وفي المعركة التي تلت ذلك تم اختراق الدفاعات العثمانية والسيطرة علي إقليم يوانينا.

## الخلفية
نظرًا لأن المجهود الحربي الرئيسي لليونان تم توجيهه في البداية للسيطرة علي مقدونيا،  لكن بعد إيقاف الهجوم الأولي الذي شنه القائد العثماني أسعد باشا في جريبوفو، نجح الإغريق في السيكرة علي بريفيزا (21 أكتوبر) والتوجه شمالًا باتجاه يوانينا، كما تصدوا لهجومًا عثمانيًا على بينتي بيجاديا (بشبينار)  وفي 5 نوفمبر، قامت قوة صغيرة من كورفو بإنزال بحري واستولت على منطقة هيمارو الساحلية دون مواجهة مقاومة كبيرة،  وفي 20 ديسمبر، قامت القوات اليونانية بتحسين مواقعها في إبيروس ودخلت كورشو، شمال يوانينا، وبالتالي قطعت آخر طرق الإمداد مهددة بذلك للجبهة الشمالية الشرقية للمدينة. 

## المقدمة
قدمت التضاريس جنوب يوانينا أرض دفاعية ممتازة. علاوة على ذلك، عززت القوات العثمانية مواقعها من خلال التحصينات الدائمة، التي شيدت تحت إشراف الجنرال الألماني روديجر فون دير جولتز، وقد تم تجهيزها بمواقع خرسانية للمدافع والمخابئ والخنادق والأسلاك الشائكة والأضواء الكاشفة ومواقع للمدافع الرشاشة، كما شملت منطقة حصن يوانينا علي حصنين رئيسيين، قلعة بيزاني وكاستريتسا، تسيطر علي الطرق الجنوبية الرئيسية، إلى جانب خمس حصون أصغر في حلقة حول المدينة، تغطي الجبهتين الغربية والشمالية الغربية، كما تم تزويد الحصون بشكل جيد بالمدفعية، حيث بلغ مجموعها 102 قطعة (معظمها 87 مم).  وبحلول ديسمبر 1912، تم تعزيز كلا الجانبين، فانضم للقوات المتحصنة العثمانية جزءًا من جيش فاردار، الذين تراجعوا بعد معركة المناستير، ليصل عدد قواتهم إلى حوالي 35000، بينما أحضر الإغريق أيضًا الفرقة الثانية من مقدونيا وعدد من أفواج المتطوعين، ليصبح المجموع 25000 رجل، شن اليونانيون أول هجوم على منطقة الحصن في 14 ديسمبر، وقد نجح العثمانيون في صدها في سلسلة من العمليات التي استمرت حتى 22 ديسمبر، وذلك على الرغم من الخسائر الفادحة للعثمانين حتي أصبحت أعداد العثمانين حوالي 26000 رجل.

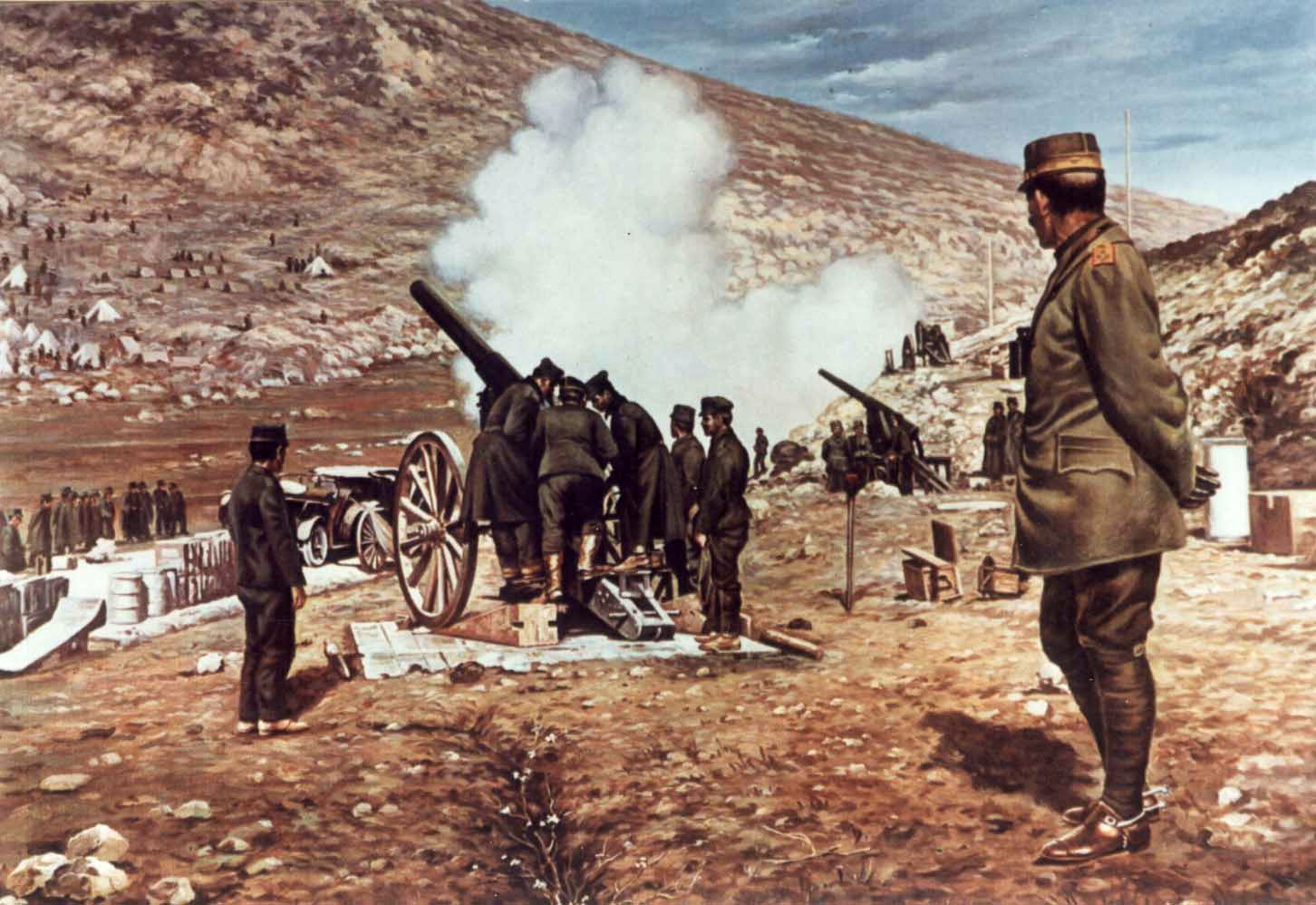
ولي العهد قسطنطين يراقب البنادق الثقيلة التي تقصف بيزاني بريشة جورج سكوت

مع الانتهاء من العمليات في مقدونيا، حولت القيادة العليا اليونانية الآن انتباهها إلى ابيروس وتم نقل ثلاثة فرق إلى مسرح العمليات هناك، مما رفع مجموع القوات اليونانية إلى نحو 40000، جنبا إلى جنب مع 80 قطعة مدفعية (من بينها 12 ثقيلة عيار 105   مم) وست طائرات،   من ناحية أخرى، عزز المدافعون عددًا إضافيًا من الجنود العثمانيين، الذين كانوا يتراجعون من الجبهة المقدونية،  طوال الفترة، استمر الحصار بنشاط، مع الاشتباكات بواسطة المدفعية، والهجمات التي شنها النظاميون الألبان على خطوط الإمداد اليونانية، الي جنب مهام الاستطلاع والقذف على المدينة من قبل الطائرات اليونانية،  في الوقت نفسه، أثرت ظروف الشتاء على معنويات كلا الجانبين. شن قائد الجبهة اليونانية في إبيروس، الجنرال كونستانتينوس سابونتزاكيس، هجومًا مباشرًا جديدًا في 20 يناير وعلى الرغم من أنها حققت مكاسب كبيرة، مما دفع المدافعين العثمانين إلى حصن بيزاني، إلا أن ارتفاع معدل الإصابات في الجانب اليوناني والطقس السئ أدى إلى تعليق العملية اليونانية بعد بضعة أيام.

## المعركة

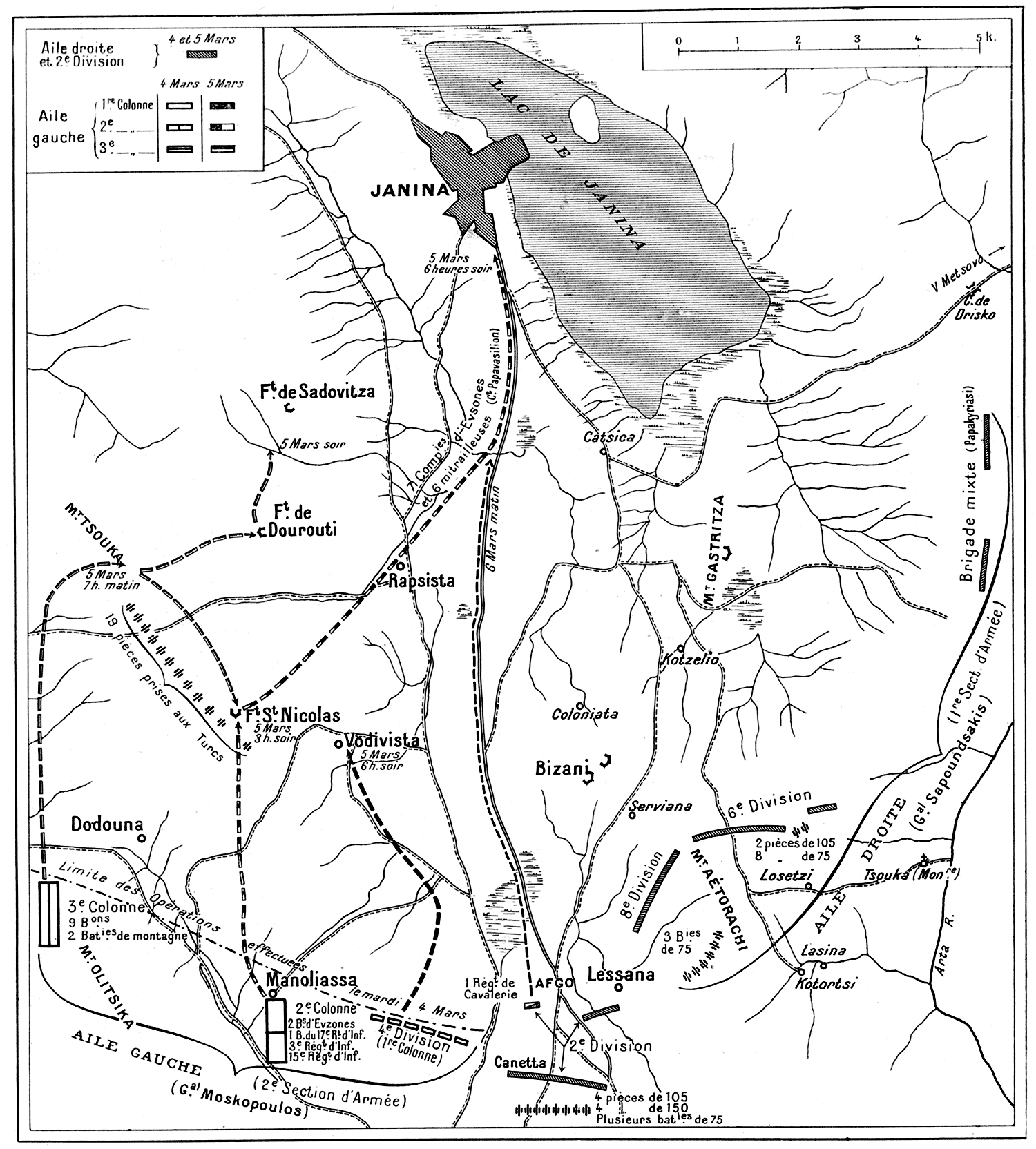
خطة تحرك القوات اليونانية والتي أدت إلى سقوط منطقة يوانينا.

بعد الفشل المتجدد لليونانين، تم إعفاء سبونتزاكيس من قيادته وحل محله ولي العهد اليوناني قسطنطين، شرع قسطنطين في حشد قواته، كما صاغ خطة جديدة، حيث يقوم جيشه بالهجوم على بيزاني من الجنوب الشرقي، بينما سيتم توجيه القوة الرئيسية فعليًا من الجهة الجنوبية الغربية لمنطقة الحصن.  
بدأت المدفعية اليونانية في إطلاق قصف قبيل المعركة في 4 مارس، واستمر طوال اليوم، وتشير التقديرات إلى أن اليونانيين أطلقوا 150 طلقة لكل مدفع في هذا القصف، في حين لم تتمكن المدفعية العثمانية بالرد المناسب بسبب عدم وجود الذخيرة الكافية،  وبدأ الهجوم علي الحصن في 5 مارس بواسطة ثلاثة فرق مشاة يونانية (الرابعة والسادسة والثامنة) والتي تم توجيهها باتجاه القطاعات الشرقية والغربية من المحيط الدفاعي، وفي الوقت نفسه، شن لواء ميتسوفون هجومًا للتظليل من جهة الشمال. قامت أول وحدة يونانية، وبدعم من المدفعية الثقيلة، باختراق الخط الدفاعي في قطاع تسوكا في الصباح، وخلال الساعات التالية تم كسر الدفاعات العثمانية في خمسة مواقع، ونتيجة لذلك، تراجعت الوحدات العثمانية المدافعة علي الجبهة من تسوكا إلى مانولياسا فورًا إلى يوانينا لتجنب التطويق. علاوة على ذلك، نظرًا لأن هذه الاختراقات من محاور مختلفة هددت بانهيار الهيكل الدفاعي بأكمله، فقد اضطر العثمانين إلى إبقاء قواتهم الاحتياطية في الخلف وإشراكهم في دور دفاعي. وبحلول الساعة 18:00، دخل الفوج الأول من منطقة إيفزون اليونانية، إلى جانب الكتيبة التاسعة بقيادة الرائد يوانيس فيليساريو، قرية أجيوس يوانيس على المشارف الجنوبية ليوانينا.
كنتيجة للتقدم اليوناني، تم عزل حصني بيزاني وكاستريتسا بحلول الساعة السادسة عشرة وعزلوا عن بقية الجيش العثماني ومقره في يوانينا، ومع حلول الليل، توقفت بعض الحصون عن إطلاق النار، وتركتهم حامياتهم، محاولين الهرب إلى يوانينا، ولكن تم أسر عدد كبير من القوات العثمانية، والتي بلغ مجموعها 35 ضابطًا و 935 جنديًا، من قبل الوحدات اليونانية المتمركزة على المشارف الجنوبية للمدينة.  كما استسلمت العديد من المواقع العثمانية في صباح اليوم التالي، وعلى الرغم من استمرار بيزاني في المقاومة حتى بعد الاستسلام. في هذه الأثناء، أدرك القائد العثماني عزت باشا بانة خسر المعركة، وحاول إجلاء أكبر عدد ممكن من الجنود والجرحى إلى الشمال، ومع الضغط اليوناني في طريق انسحابهم، اجبر القائد العثماني بالتواصل مع القنصليات الأجنبية في المدينة لطلب المساعدة في التفاوض بشأن الاستسلام، وفي الساعة 23:00 يوم 6 مارس، وافق القائد العثماني على الاستسلام غير المشروط وتسليم يوانينا لليونانيين، وفي اليوم التالي، كانت القوات اليونانية بقيادة ولي العهد قسطنطين تتجول في شوارع المدينة المغطاة بالأعلام اليونانية،  من ناحية أخرى، أستقبل عزت باشا لدى وصوله إلى تركيا كبطلاً قومياً.

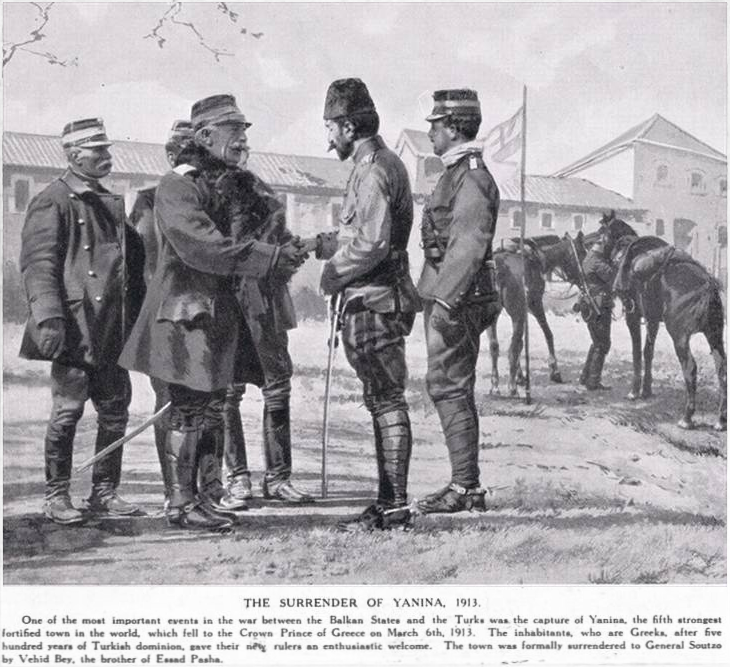
رسم لتسليم يانينا من قبل وهيب باشا ، من ريتشارد كاتون وودفيل جونيور

## ما بعد المعركة

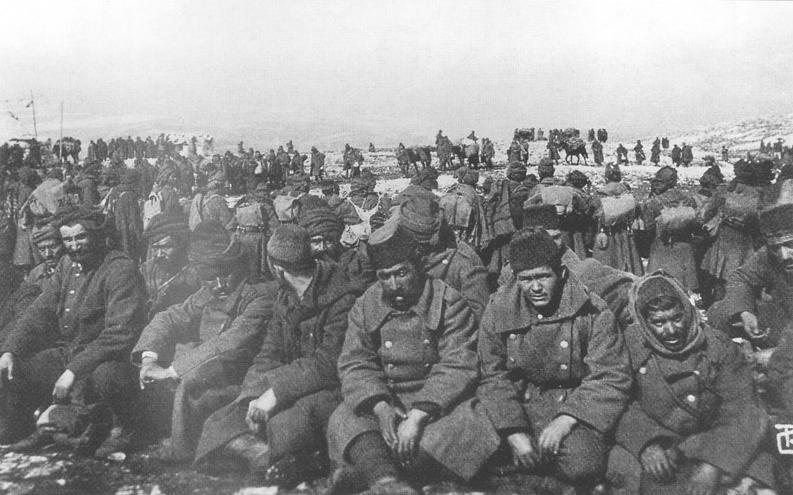
أسرى الحرب العثمانيين. بعد المعركة أسر الجيش اليوناني حوالي 8600 سجين.

خلال المعركة، مات 2800 عثماني، بينما عانى اليونانين من خسائر طفيفة مع 500 قتيل وجريح، كما أسر اليونانيون حوالي 8600 أسير، بينما تمكن باقي العثمانين من العودة إلى ألبانيا، كما استولى الإغريق على 108 قطعة مدفعية وكميات كبيرة من العتاد،  وفي 16 مارس دخلت القوات اليونانية جيروكاستير ودلفين، واستولت على تيبيلين في اليوم التالي،  في نهاية الحرب وصلوا إلى خط امتد من جبال سيراوني (فوق هيمارو) على الساحل الأيوني إلى بحيرة بريسبا إلى الشرق،  مكّن النجاح على جبهة ابيروس القيادة اليونانية من نقل جزء من الجيش إلى ثيسالونيكي، استعدادًا للمواجهة مع البلغار.